# Маслова Дуброва
Маслова Дуброва  — опустевшая деревня в составе Немского района Кировской области. 

## География
Находится на расстоянии примерно 19 километров по прямой на северо-запад от районного центра поселка Нема.

## История
Деревня была известна с 1717 года, когда в ней было учтено 7 дворов и 45 жителей, в 1778 году 141 житель. В 1873 году учтено дворов 44 и жителей 275, в 1905 52 и 305, в 1926 60 и 330, в 1950 39 и 131 соответственно, в 1989 14 жителей. До 2021 года входила в  Архангельское сельское поселение Немского района, ныне непосредственно в составе Немского района.

## Население
Постоянное население  не было учтено как в 2002 году, так и в 2010.